# Xeramoeba infuscata
Xeramoeba infuscata är en tvåvingeart som beskrevs av David John Greathead 1967.
Xeramoeba infuscata ingår i släktet Xeramoeba och familjen svävflugor. Inga underarter finns listade i Catalogue of Life.